# You Are Everything
You Are Everything ist ein deutscher Roadmovie aus dem Jahr 2016. Der Film feierte am 26. Oktober 2016 seine Weltpremiere auf den 50. Internationalen Hofer Filmtagen und kam am 13. September 2018 in die Kinos in Deutschland, Österreich und der Schweiz. Gedreht an realen Festivalschauplätzen, ist der Film eine Mischung aus fiktionaler Handlung und dokumentarischen Elementen.

## Handlung
Georg, ein freiberuflicher Journalist, jagt nach Aufträgen, während seine Freundin Vera sich mit ihrer Doktorarbeit herumschlägt und sich von Georg immer mehr im Stich gelassen fühlt. Alles ändert sich, als Georg den Auftrag bekommt, über ein Open-Air-Festival zu berichten.
Dort treffen sie auf Dave, einen lebensfrohen DJ, der sie kurzerhand in seinen Hippiebus einlädt und auf eine Festivaltournee mitnimmt. Zusammen bereisen sie in einem alten Wohnmobil ganz Südeuropa und begegnen einer bunten Truppe: von neuen Hippies und Aussteigern bis hin zu kreativen Freigeistern und Musikfans, die alle das Leben und den Moment in vollen Zügen genießen. Während Georg auf der Suche nach einer frischen Story herumirrt, taucht Vera immer tiefer in die berauschende Festivalkultur ein und entwickelt Gefühle für Dave. Am Ende steht sie vor einer schwierigen Entscheidung.

## Produktion
Der Film You Are Everything begann als Abschlussprojekt der Filmstudenten Lena Geller und Matthias Becker von der Kunsthochschule Kassel. Ursprünglich ein kleines Projekt, entwickelte es sich weiter, ohne staatliche Fördermittel zu nutzen, da die Filmemacher annahmen, das Thema der Open-Air-Festivalkultur könnte bei Förderinstitutionen auf begrenztes Interesse stoßen. Die Finanzierung erfolgte hauptsächlich aus privaten Mitteln, unterstützt durch die Psytrance-Gemeinschaft. Mehrere Festivals, darunter das Ozora Festival, Boom Festival, Antaris und Spirit-Base, sowie Psytrance-Künstler wie Protonica, Talamasca, Ajja, die ihre Musik beisteuerten, arbeiteten mit dem Filmteam zusammen.
Das Resultat ist ein paneuropäischer Roadmovie, der in 12 europäischen Ländern und Nepal gedreht wurde und Aufnahmen von 15 Musikfestivals umfasst. Der Film bietet einen Einblick in die Kultur der Open-Air-Festivals und verbindet echte Erlebnisse mit der fiktiven Geschichte seiner Protagonisten.

## Kritik
„Der Film „You are everything“ reist an die Orte der neuen Hippiebewegung. Zwölf Trance Festivals in ganz Europa stehen im Mittelpunkt der Filmreise. Erzählt wird eine Liebesgeschichte vor dem Hintergrund alternativer Lebensformen und neuer Begeisterung für psychedelische Musik.“

„Nicht nur die kaleidoskopisch glitzernden Darstellungen psychedelischer Rauscherfahrung erinnern dabei an Dennis Hoppers „Easy Rider“… Auch das Road-Movie-Szenario im Hippie-Setting knüpft daran an. Allerdings fehlt in dem Spielfilmdebüt von Lena Geller die gesellschaftliche Reibungsfläche. Da sich Georg und Vera nach und nach die Spießigkeit aus dem Leib tanzen, taugen bald nur noch grimmig-boshafte Polizisten und Zöllner als Repräsentanten eines gewalttätigen Systems.“

„YOU ARE EVERYTHING ist eine Liebeserklärung an die Goa-Kultur, aber auch endlich ein Film, der die Elektro-Szene nicht negativ und abschreckend, sondern positiv und heilsam zeigt. Vielleicht wird der ein oder andere seine Vorurteile gegenüber Goa-Trance und elektronischer Musik ablegen und selbst die Kraft und Energie durch den Rhythmus spüren, denn Tanzen ist Träumen mit dem Körper.“

„Es ist ein spannendes Porträt der Goa-Szene, ein Liebesfilm und eine Liebeserklärung an die Szene. „You are Everything“ ist ein Film von Lena Geller und Matthias Becker, der Psytrance Freaks begeistert und Neugierige in eine neue Welt mitnimmt.“

## Auszeichnungen
- 2016 Best Comedy feature film, 4th ECAFF – Eddìes Comedy Award Film Festival
- 2016 Founders Award, Outstanding Actor, Outstanding Cinematography, North Carolina Film Awards
- 2017 Best Feature Film Fiction, Best Cinematography, Lond And Short Film Festival Santiago
- 2017 Award for best Feature Narrative, Annual Crossroads Film Festival USA
- 2017 Special Juri Remi Award, 50th Annual WorldFest-Houston
- 2017 Best Cinematography, Dada Saheb Phalke Film Festival
- 2017 Best Feature Romance, Austrian Independent Film Festival